# Liste der Naturdenkmäler im Landkreis Kulmbach
Die Liste der Naturdenkmäler im Landkreis Kulmbach nennt die Naturdenkmäler in den Städten und Gemeinden im Landkreis Kulmbach in Bayern.
Im Landkreis Kulmbach gab es am 5. Juni 2023 insgesamt 78 geschützte Naturdenkmäler.

## Liste der Naturdenkmäler
| Linde                    | [[Vorlage:Bilderwunsch/code!/C:50.22385,11.61377!/D:Linde !/\|BW]] | 1/1, ND-03781   | Grafengehaig, Schlockenau | ⊙ |  |  |
| Schwedische Mehlbeeren   | BW                                                                 | 2/1, ND-03897   | Guttenberg Sorbus intermedia Ursprünglich 16 Bäume an der Kreisstraße KU 13 von Buch Richtung Tannenwirtshaus (siehe auch ND-03975)             | ⊙ |  |  |
| Linde                    | BW                                                                 | 3/1, ND-03841   | Harsdorf | ⊙ |  |  |
| Linden                   | BW                                                                 | 3/2, ND-03854   | Harsdorf | ⊙ |  |  |
| Linden                   | BW                                                                 | 3/3, ND-03844   | Harsdorf | ⊙ |  |  |
| Siegeseiche              | BW                                                                 | 3/4, ND-03853   | Harsdorf Zur Erinnerung an die Völkerschlacht bei Leipzig 1813 gepflanzt                                                                        | ⊙ |  |  |
| Friesenquelle            |                                                                    | 5/2, ND-03828   | Kasendorf | ⊙ |  |  |
| Tellerlinde              | BW                                                                 | 5/9, ND-03562   | Kasendorf Tilia platyphyllos | ⊙ |  |  |
| Grenzlinde               | BW                                                                 | 5/10, ND-03561  | Kasendorf, Azendorf | ⊙ |  |  |
| Linde                    | BW                                                                 | 5/4, ND-03818   | Kasendorf, Azendorf | ⊙ |  |  |
| Linde                    | BW                                                                 | 5/6, ND-03819   | Kasendorf, Azendorf | ⊙ |  |  |
| Friedenseiche            | BW                                                                 | 5/7, ND-03821   | Kasendorf, Döllnitz | ⊙ |  |  |
| Birnbaum                 | BW                                                                 | 5/8, ND-03831   | Kasendorf, Lopp Pyrus spinosa | ⊙ |  |  |
| Buche                    | BW                                                                 | 6/3, ND-03848   | Ködnitz Fagus sylvatica | ⊙ |  |  |
| Eiche                    | BW                                                                 | 6/4, ND-03810   | Ködnitz | ⊙ |  |  |
| Eichen                   | BW                                                                 | 6/1, ND-03847   | Ködnitz | ⊙ |  |  |
| Linde                    | BW                                                                 | 6/2, ND-04084   | Ködnitz | ⊙ |  |  |
| Linde und Eiche          | BW                                                                 | 6/6, ND-03809   | Ködnitz | ⊙ |  |  |
| Rotbuche                 | BW                                                                 | 7/10, ND-03977  | Kulmbach Fagus sylvatica ‘Purpurea’ | ⊙ |  |  |
| Dill-Eiche               | BW                                                                 | 7/7, ND-03896   | Kulmbach, Blaich | ⊙ |  |  |
| Eichen und Linde         | BW                                                                 | 7/6, ND-03982   | Kulmbach, Blaich | ⊙ |  |  |
| Eichen                   | BW                                                                 | 7/11, ND-03794  | Kulmbach, Höferänger | ⊙ |  |  |
| Winterlinde              | BW                                                                 | 7/12, ND-03796  | Kulmbach, Höferänger Tilia cordata | ⊙ |  |  |
| Flurlinde                | BW                                                                 | 7/16, ND-03940  | Kulmbach, Kirchleus | ⊙ |  |  |
| Flurlinde                | BW                                                                 | 7/17, ND-03941  | Kulmbach, Kirchleus | ⊙ |  |  |
| Eichen                   | BW                                                                 | 7/14, ND-03829  | Kulmbach, Leuchau | ⊙ |  |  |
| Feldahornbäume           | BW                                                                 | 7/5, ND-03566   | Kulmbach, Mangersreuth Acer campestre | ⊙ |  |  |
| Kalksteinbrüche          | BW                                                                 | 7/4, ND-03830   | Kulmbach, Mangersreuth | ⊙ |  |  |
| Eiche                    | BW                                                                 | 7/2, ND-04108   | Kulmbach, Melkendorf | ⊙ |  |  |
| Linden                   | BW                                                                 | 7/1, ND-03567   | Kulmbach, Melkendorf | ⊙ |  |  |
| Eichen                   | BW                                                                 | 7/9, ND-03797   | Kulmbach, Metzdorf | ⊙ |  |  |
| Geißhügellinde           | BW                                                                 | 7/15, ND-03786  | Kulmbach, Oberdornlach | ⊙ |  |  |
| Linden                   | BW                                                                 | 8/2, ND-03805   | Kupferberg | ⊙ |  |  |
| Eiche                    | BW                                                                 | 9/2, ND-03813   | Ludwigschorgast Quercus robur | ⊙ |  |  |
| Sommerlinden             | BW                                                                 | 9/1, ND-03811   | Ludwigschorgast | ⊙ |  |  |
| Eichen und Linde         | BW                                                                 | 10/11, ND-03568 | Mainleus | ⊙ |  |  |
| Linde                    | BW                                                                 | 10/2, ND-03792  | Mainleus | ⊙ |  |  |
| Eiche                    | BW                                                                 | 10/5, ND-03785  | Mainleus, Danndorf | ⊙ |  |  |
| Eiche                    | BW                                                                 | 10/9, ND-03931  | Mainleus, Schimmendorf | ⊙ |  |  |
| Linde                    | BW                                                                 | 10/8, ND-03787  | Mainleus, Schmeilsdorf | ⊙ |  |  |
| Linde                    | BW                                                                 | 10/6, ND-03473  | Mainleus, Schwarzach bei Kulmbach | ⊙ |  |  |
| Linde                    | BW                                                                 | 10/7, ND-03788  | Mainleus, Schwarzach bei Kulmbach | ⊙ |  |  |
| Baumgruppe               | BW                                                                 | 10/4, ND-03789  | Mainleus, Wernstein | ⊙ |  |  |
| Linde                    | BW                                                                 | 10/1, ND-03795  | Mainleus, Wernstein Tilia cordata | ⊙ |  |  |
| Linde                    | BW                                                                 | 11/4, ND-03565  | Marktleugast Tilia platyphyllos | ⊙ |  |  |
| Rotbuchen                | BW                                                                 | 11/3, ND-03804  | Marktleugast, Marienweiher Fagus sylvatica | ⊙ |  |  |
| Schwedische Mehlbeeren   | BW                                                                 | 11/5, ND-03975  | Marktleugast, Traindorf Sorbus intermedia Ursprünglich 8 Bäume an der Kreisstraße KU 13 von Tannenwirtshaus Richtung Buch (siehe auch ND-03897) | ⊙ |  |  |
| Bergahorn                | BW                                                                 | 12/2, ND-03893  | Marktschorgast Acer pseudoplatanus | ⊙ |  |  |
| Alte Tanzlinde           |                                                                    | 13/2, ND-03845  | Neudrossenfeld | ⊙ |  |  |
| Traubeneiche             |                                                                    | 13/3, ND-03842  | Neudrossenfeld Quercus petraea | ⊙ |  |  |
| Eiche                    | BW                                                                 | 13/5, ND-03839  | Neudrossenfeld, Brücklein | ⊙ |  |  |
| Kalte Stauden            | BW                                                                 | 15/3, ND-03782  | Presseck Fagus sylvatica | ⊙ |  |  |
| Steinachklamm            |                                                                    | 15/1, ND-03808  | Presseck, Wildenstein | ⊙ |  |  |
| Dorflinde                |                                                                    | 16/1, ND-03881  | Rugendorf Tilia platyphyllos | ⊙ |  |  |
| Eiche                    | BW                                                                 | 17/6, ND-03817  | Stadtsteinach | ⊙ |  |  |
| Eichen                   | BW                                                                 | 17/2, ND-03799  | Stadtsteinach | ⊙ |  |  |
| Linden                   | BW                                                                 | 17/1, ND-03798  | Stadtsteinach | ⊙ |  |  |
| Linden                   | BW                                                                 | 17/5, ND-03814  | Stadtsteinach | ⊙ |  |  |
| Eichen                   | BW                                                                 | 18/4, ND-03981  | Thurnau | ⊙ |  |  |
| Föhre auf der Höh        | BW                                                                 | 18/3, ND-03823  | Thurnau Pinus nigra | ⊙ |  |  |
| Römerbaum                | BW                                                                 | 18/5, ND-03822  | Thurnau | ⊙ |  |  |
| Schwedenlinde            | BW                                                                 | 18/6, ND-03827  | Thurnau | ⊙ |  |  |
| Linden                   | BW                                                                 | 18/12, ND-03939 | Thurnau, Alladorf Tilia cordata | ⊙ |  |  |
| Stieleiche               | BW                                                                 | 18/13, ND-03978 | Thurnau, Hutschdorf Quercus robur | ⊙ |  |  |
| Linden                   | BW                                                                 | 18/1, ND-03837  | Thurnau, Limmersdorf I | ⊙ |  |  |
| Tanzlindenareal          |                                                                    | 18/9, ND-03838  | Thurnau, Limmersdorf I | ⊙ |  |  |
| Hülen                    | BW                                                                 | 18/8, ND-03980  | Thurnau, Menchau | ⊙ |  |  |
| Eiche und Linde          | BW                                                                 | 19/1, ND-03849  | Trebgast | ⊙ |  |  |
| Kastanie                 | BW                                                                 | 19/4, ND-03393  | Trebgast Aesculus hippocastanum | ⊙ |  |  |
| Alter Turmhügel          | BW                                                                 | 21/4, ND-03812  | Wirsberg | ⊙ |  |  |
| Friedenseiche            | BW                                                                 | 21/1, ND-03801  | Wirsberg | ⊙ |  |  |
| Rosskastanien            | BW                                                                 | 21/2, ND-03816  | Wirsberg Aesculus hippocastanum | ⊙ |  |  |
| Baumreihe                | BW                                                                 | 21/3, ND-03755  | Wirsberg, Neufang Quercus robur | ⊙ |  |  |
| Flurlinden               | BW                                                                 | 22/5, ND-03937  | Wonsees, Sanspareil Tilia cordata Die Linden stehen ca. 100 m auseinander                                                                       | ⊙ |  |  |
| Hül                      | BW                                                                 | 22/8, ND-03569  | Wonsees, Sanspareil | ⊙ |  |  |
| Linden                   | BW                                                                 | 22/4, ND-03935  | Wonsees, Sanspareil | ⊙ |  |  |
| Zschokkefelsen           |                                                                    | 22/1, ND-03855  | Wonsees, Sanspareil | ⊙ |  |  |
| Doline                   | BW                                                                 | 22/6, ND-03930  | Wonsees, Schirradorf | ⊙ |  |  |
| Legende für Naturdenkmal |                                                                    |                 | |   |  |  |